# Momies prédynastiques de Gebelein
Les momies prédynastiques de Gebelein sont six corps humains naturellement momifiés, datés de la période prédynastique égyptienne, vers 3400 avant notre ère. Elles ont été découvertes et exhumées à la fin du XIXe siècle par Wallis Budge, responsable du département égyptien du British Museum, dans des tombes creusées dans du sable peu profond, près de Gebelein, à environ quarante kilomètres au sud de Thèbes.
Elles sont exposées au British Museum.

## Description
En 1896, Budge a été approché par un habitant de Gebelein qui prétendait avoir trouvé plusieurs momies. Budge les a examinées, et il les a immédiatement reconnues comme étant de la période prédynastique. Il a commencé des fouilles et un total de six corps momifiés ont été retirés de fosses peu profondes situées sur les pentes orientales de la colline au nord de Gebelein.
Les corps étaient inhumés dans des tombes séparées, creusées dans le sable, et placés en position fœtale, selon la coutume employée dans les tombes égyptiennes à cette époque.
En 1967, une étude aux rayons X et à l'aide de photographies de toutes les momies du département des Antiquités égyptiennes du British Museum a permis d'analyser finement les momies de Gebelein. Les résultats sont donnés ci-dessous :
| Identifiant | Taille | Âge et sexe                      | Commentaires |
| ----------- | ------ | -------------------------------- | --- |
| (en)32751   | 1,63 m | Homme adulte                     | Cet homme adulte possède toutes ses dents, en bon état. Le crâne comporte des touffes de cheveux roux, cela lui a valu son surnom « Ginger ». Cette couleur peut être due à la momification. Des côtes, l'anneau pelvien droit, les fémurs, tibias et fibulas sont fracturés, mais il ne porte pas de trace d'arthrite. L'index de la main gauche et plusieurs des dernières phalanges des pieds sont manquants. |
| (en)32752   | 1,51 m | Femme adulte                     | Il s'agit d'une femme adulte avec des fractures au crâne, ainsi de nombreuses autres fractures à d'autres os, produites après sa mort. Cependant les os sont par ailleurs en bon état. Elle possède une longue chevelure brune. |
| (en)32753   | 1,49 m | Adolescent, sexe incertain       | Ce cadavre d'adolescent est accompagné d'un crâne, séparé, qui pourrait ne pas appartenir au même individu que le reste du corps. Les dents sont usées. Toutes les côtes, le tibia gauche et le fémur droit sont fracturés. Le tibia fait apparaître des lignes d'arrêt de croissance. Du lin a été utilisé pour emballer le thorax et l'abdomen. |
| (en)32754   | 1,6 m  | Homme adulte                     | C'est un homme adulte avec une opacité carrée sur le crâne et des dents en bonne santé. Le corps montre des fractures sur la neuvième côte, le fémur droit et une fêlure à gauche de la grande échancrure sciatique. Un certain nombre de doigts sont manquants et la main gauche a été détachée au niveau du poignet. Il reste des touffes de chevelure brune sur le cuir chevelu. |
| (en)32755   | 1,52 m | Adulte assez âgé, sexe incertain | Ce corps de personne âgée a des os décalcifiés, liés à une ostéoporose sénile. Le corps se trouvait probablement dans un panier d'osier, couvert d'une peau d'animal, car des restes d'osier et de fourrure ont été retrouvés, de même que des morceaux de lin, sur le corps. Toutes les dents sont présentes, avec les couronnes usées. De nombreuses côtes sont fracturées, les seuls les os de la main gauche restants sont ceux du poignet. Les jambes sont détachées à cause de fractures à mi-longueur des deux fémurs. Il y a des lignes d'arrêt de croissance sur les tibia et les derniers os des phalanges des pieds sont pour la plupart manquants. |
| (en)32756   | 1,51 m | Adulte, probablement un homme    | Ce corps d'adulte possède des restes de bandages sur le cou, le pelvis et la cheville droite. Le crâne a été détaché, avec des incisives manquantes mais les dents restantes sont en bonne santé. Le corps a des fractures aux côtes et au fémur gauche. Un bras a été désarticulé au niveau de l'épaule, la main gauche détachée au niveau du poignet, de même que les deux pieds. |

## Autopsie de « Ginger »
En novembre 2012, une tomodensitométrie est réalisée sur le corps momifié de « Ginger » à l'hôpital Cromwell (en) à Londres. Elle permet d'établir que cet homme avait entre 18 et 20 ans au moment de son décès et qu'il était bien musclé. Elle révèle que cet homme a certainement été poignardé dans le dos.

### Source
- (en) Cet article est partiellement ou en totalité issu de l’article de Wikipédia en anglais intitulé « Gebelein predynastic mummies » (voir la liste des auteurs).